# Het Zeemeerdinges
Het Zeemeerdinges is het 231ste stripverhaal van Jommeke. De reeks wordt getekend door striptekenaar Jef Nys.

## Personages
In dit verhaal spelen de volgende personages mee:
- Jommeke, Flip, Filiberke, Marie, Teofiel, Professor Gobelijn, professor Denkekop en Jan Haring.

## Verhaal
Professor Gobelijn wordt opgebeld door zijn collega professor Denkekop. Gobelijn reageert nogal onhandig en na enkele misverstanden trommelt hij Jommeke op om hem te vergezellen naar de kust. Kapitein Jan Haring en professor Denkekop hadden immers van Gobelijn de opdracht gekregen op zoek te gaan naar de rechthoekige kabeljauw, de piscis fishstickus. Aangekomen in de haven, bij de boot van Jan Haring, krijgen ze te horen dat een zeer vreemd zeewezen is gevangen. In een speciale tank wordt het wezen naar Zonnedorp overgebracht.
Intussen is een journalist, die op zoek is naar zijn wereldprimeur, hen achterna gegaan. Al vlug blijkt dat het zeewezen fel verzwakt is. Gobelijn, die al een tijdje met allerlei visexperimenten bezig was, stelt alles in het werk om het wezen erbovenop te krijgen. Door toedoen van de opdringerige journalist ontsnapt het zeewezen echter. Na een tumultrijke dooltocht kunnen Jommeke en zijn vrienden het zeewezen weer te pakken krijgen en bij Gobelijn afleveren.
Na enkele dagen is het wezen er weer bovenop en wordt het met de plastieken walvis naar de open zee gebracht en daar vrijgelaten.

## Achtergronden bij het verhaal
- Bij aankoop van dit verhaal werd gratis een unieke tekening van Annemieke en Rozemieke bijgeleverd.